# Dee Dee Bridgewater
Dee Dee Bridgewater, rodným jménem Denise Eileen Garrett (* 27. května 1950, Memphis, Tennessee) je americká jazzová zpěvačka a herečka. Jedná se o držitelku tří cen Grammy a ceny Tony. Má vlastní rozhlasovou show JazzSet with Dee Dee Bridgewater a působí jako velvyslankyně OSN v Organizaci pro výživu a zemědělství (FAO).

## Biografie
Ačkoliv pochází z Memphisu v americkém státě Tennessee, vyrůstala ve městě Flint (stát Michigan). Její otec, Matthew Garrett, byl jazzový trumpetista a učitel na Manassaské střední škole a prostřednictvím jeho hudby pronikla k jazzu již v raném věku. V šestnácti letech se stal členkou r'n'b a rockového tria zpívajícího po michiganských klubech. V osmnácti studovala na Michiganské státní univerzitě a poté na University of Illinois at Urbana-Champaign. V roce 1969 vyrazila se svou jazzovou kapelou na turné po Sovětském svazu. V následujícím roce se setkala s trumpetistou Cecila Bridgewaterem, za kterého se později provdala. Po svatbě se pár přestěhoval do New Yorku, kde hrál Cecil ve skupině Horace Silver's Band.
V roce 1971 se stala členkou jazzové kapely Thad Jones /Mel Lewis Big Band, kde působila jako hlavní vokalistka. Následující léta poznamenala začátek její jazzové kariéry a vystupovala s mnoha ze skvělých jazzových hudebníků té doby, jako byli např. Sonny Rollins, Dizzy Gillespie, Dexter Gordon, Mach Roach a další. V roce 1974 jí vyšlo její první vlastní album nazvané Afro Blue. V témže roce účinkovala na Broadwayi v muzikálu The Wiz (adaptace slavné dětské knihy Čaroděj ze země Oz), obsazeném výhradně afroamerickými herci. Za svou roli hodné čarodějnice Glindy vyhrála v roce 1975 cenu Tony jako nejlepší herečka ve vedlejší roli.
Následně se objevila v několika dalších divadelních představeních. Po svém francouzském turné v roce 1984 s muzikálem Sophisticated Ladies se v roce 1986 přestěhovala do Paříže. Ve stejném roce se objevila v muzikálu Lady Day, kde ztělesnila jinou slavnou jazzovou zpěvačku Billie Holidayovou. Za tuto roli byla nominována na cenu Laurence Oliviera. Na konci osmdesátých a začátku devadesátých let se vrátila ze světa muzikálu zpět k jazzu. V roce 1990 účinkovala na Montreux Jazz Festivalu a o čtyři roky později začala konečně spolupracovat s Horace Silverem, kterého již dlouhou dobu předtím obdivovala, a vydali album Love and Peace: A Tribute to Horace Silver. V roce 1997 nahrála album Dear Ella, kterým vzdala hold zpěvačce Elle Fitzgeraldové a které jí o rok později vyneslo cenu Grammy za nejlepší jazzové vokální album. Rovněž její další album Live at Yoshi's se dočkalo nominace na Grammy. Zajímavým albem je Red Earth z roku 2007, na němž jsou patrné prvky inspirované africkou hudbou.

## Ocenění

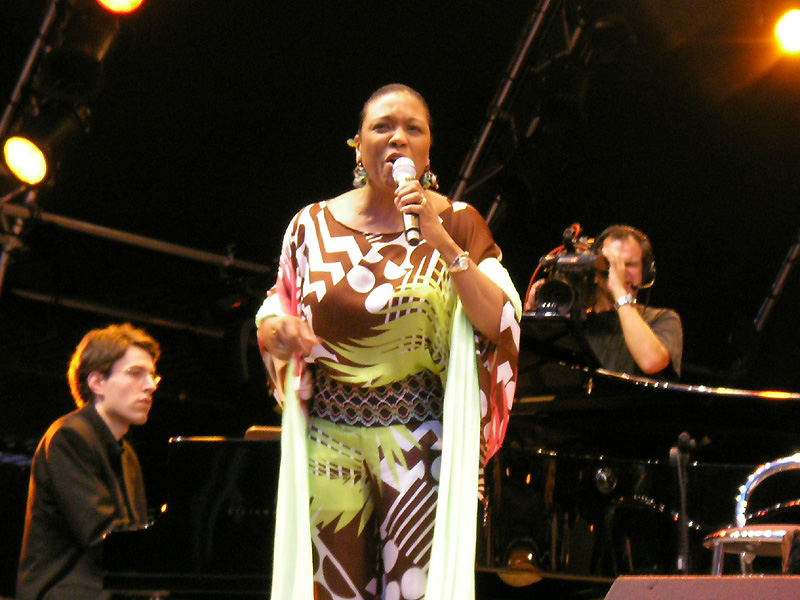
Dee Dee Bridgewater v roce 2006

Jedná se o první Američanku, která byla slavnostně jmenována členkou Nejvyšší rady frankofonie (Haut Conseil de la Francophonie). Dále obdržela ve Francii cenu Award of Arts and Letters a v roce 1975 získala cenu Tony za nejlepší ženský muzikálový herecký výkon ve vedlejší roli za již zmíněnou úlohu čarodějky Glindy v muzikálu The Wiz .

## Rodina
Má tři děti, Tulani Bridgewater (z manželství s Cecilem Bridgewaterem), Chiny Moses (z manželství s divadelním, filmovým a televizním režisérem Gilbertem Mosesem) a Gabriela Duranda (ze současného manželství s francouzským koncertním pořadatelem Jean-Marie Durandem).

## Diskografie
- Afro Blue (vydáno 1974 u Trio Records)
- Dee Dee Bridgewater(1976)
- Just Family(1978)
- Bad for Me(1979)
- Dee Dee Bridgewater(1980)
- Live in Paris(1987)
- Victim of Love(1987)
- Live in Montreux (18. února 1992, Verve Records)
- Keeping Tradition (19. října 1993, Verve Records)
- Love and Peace: A Tribute to Horace Silver (26. září 1995, Verve Records)
- Dear Ella (30. září 1997, Verve Records)
- Live at Yoshi's (15. února 2000, Verve Records)
- This is New (21. května 2002, Verve Records)
- J'ai Deux Amours (5. července 2005, DDB Records)
- Red Earth (2007, DDB Records)
- Eleanora Fagan (1915-1959): To Billie with Love from Dee Dee (2010, DDB Records)